# MEG
MEG（1980年10月3日—），出身於日本廣島，是一位日本女歌手，也是模特兒及設計師。所屬唱片公司為KING RECORDS旗下的STARCHILD。音樂類型多為電子音樂及流行樂。

## 經歷
19歲的時候，通過唱片公司的試音，以單曲「傘としずく」出道。同時開始其模特兒事業。
2002年7月，以跟岡村靖幸合作的作品「スキャンティブルース」作主流出道。經過第二張單曲翻唱岡村靖幸的「イケナイコトカイ」，2003年翻唱フリッパーズ・ギター的「GROOVE TUBE」等，推出專輯「room girl」。之後，在歐洲推出了混音專輯「mgrmx」。
2004年，在原宿開設自己的二手衣服舖「klein-mart TOKYO」。同時開始親自設計的時裝品牌「cheryl」。
2006年，推出專輯「Dithyrambos」，i-dep製作的專輯「aquaberry」。接著，推出與其後一直合作的音樂監製中田康貴製作的限量3000張單曲「甘い贅沢」。
在單曲「OK」發售的時候，在原宿張貼的海報被大量盜去，成為了一時的話題。
其後，跟中田康貴合作的專輯「BEAM」和「STEP」(2007年)在外資唱片店舖銷售榜獲得第1位，並首次打入Oricon榜5名以內。單曲「FREAK」是跟英國樂隊Hadouken！合作的作品，而專輯「Journey」的製作人則是在紐約居住的上海复兴方案。
於2008，2009兩年連續在大型音樂節SUMMER SONIC作表演嘉賓。同年，在法國進行的博覽會Japan Expo作為代表日本的歌手演出。
2010年秋天將推出精選專輯，並宣佈暫時停止其音樂活動。
在法國巴黎小住後，於同年12月宣布加入華納音樂旗下新廠牌unBORDE同時經理人公司也轉到unBORDE ARTISTA。
2012年1月出道10週年，日本國內音樂活動再開始同時唱片公司轉到KING RECORDS旗下的STARCHILD。

## 作品

### 單曲
| 張數 | 發售日        | 名稱                        |
| ---- | ------------- | --------------------------- |
| 1st  | 2002年7月10日 | スキャンティブルース        |
| 2nd  | 2002年9月11日 | イケナイコトカイ/傘としずく |
| 3rd  | 2003年3月26日 | 光露                        |
| 4th  | 2003年6月11日 | GROOVE TUBE                 |
| 5th  | 2004年12月1日 | STEREO04                    |
| 6th  | 2006年3月15日 | ROCKSTAR                    |
| 7th  | 2006年9月20日 | DAWN                        |
| 8th  | 2007年5月30日 | 甘い贅沢                    |
| 9th  | 2007年10月3日 | OK                          |
| 10th | 2008年3月5日  | MAGIC                       |
| 11th | 2008年5月7日  | HEART                       |
| 12th | 2008年9月17日 | PRECIOUS                    |
| 13th | 2009年2月11日 | FREAK                       |
| 14th | 2010年4月28日 | SECRET ADVENTURE            |
| 15th | 2010年8月25日 | PASSPORT／PARIS             |
| 16th | 2012年6月13日 | TRAP                        |

### 專輯
| 張數 | 發售日         | 名稱         |
| ---- | -------------- | ------------ |
| 1st  | 2003年7月9日   | room girl    |
| 2nd  | 2006年11月22日 | Dithyrambos  |
| 3rd  | 2007年4月11日  | aquaberry    |
| 4th  | 2007年12月5日  | BEAM         |
| 5th  | 2008年6月18日  | STEP         |
| 6th  | 2009年5月27日  | BEAUTIFUL    |
| 7th  | 2010年6月23日  | MAVERICK     |
| 8th  | 2012年4月25日  | LA JAPONAISE |
| 9th  | 2012年10月3日  | WEAR I AM    |

### 迷你專輯
| 張數 | 發售日        | 名稱    |
| ---- | ------------- | ------- |
| 1st  | 2009年8月26日 | Journey |

### 混音專輯
| 張數 | 發售日        | 名稱  |
| ---- | ------------- | ----- |
| 1st  | 2003年3月12日 | mgrmx |

### 精選專輯
| 張數 | 發售日        | 名稱        |
| ---- | ------------- | ----------- |
| 1st  | 2010年9月29日 | BEST FLIGHT |

### DVD
- MEG PREMIUM LIVE "PARTY"（2009年2月25日）
- MEG CLIPS!!（2009年10月28日）
- MEG PREMIUM LIVE "PARTY" AT STUDIO COAST（2009年12月23日）

### 其他
- 傘としずく（2001年11月28日） - 非主流單曲
- mgrmx（2003年3月12日） - 只在歐洲發售
- GROOVE TUBE（2003年6月11日） -  只作小量發售

### 参加作品
- KAGAMI -「SPARK ARTS」
- 宇川直宏 -「UKAWANIMATION! / 秘境の奥の虫歯の記憶」（2008年11月）
- TOWA TEI -「Lyricist fet.MEG」（2009年2月4日）
- RYUKYUDISKO -「遥 feat. iLL & MEG」（2009年9月23日）
- iLL -「遥 feat. iLL & MEG」（2010年6月23日）
- スネオヘアー -「電話」（2008年11月12日）
- MEG × Q;indivi -「When you wish upon a Star」（2009年1月28日）

## 外部連結
- MEGWEB.JP （页面存档备份，存于） - MEG官方網站
- SYLPH CREATION （页面存档备份，存于） - 經理人公司網站
- UNBORDE ARTISTA （页面存档备份，存于） - 日本華納音樂 UNBORDE
- STARCHILD （页面存档备份，存于） - STARCHILD 官方網站
- Facebook （页面存档备份，存于） - MEG官方Facebook
- baw - Cosmetics （页面存档备份，存于） - MEG 化妝品品牌網站
- Carolina Glaser - ZOZOTOWN - MEG 服裝品牌網站
- ZOZOTOWN -  BLOG - 個人的BLOG
- MEG的X（前Twitter）